# Holding the Man
Holding the Man é um filme de drama romântico australiano de 2015, adaptado das memórias homónimas de Timothy Conigrave escritas em 1995. Foi dirigido por Neil Armfield e estrelado por Ryan Corr e Craig Stott, com atuações secundárias de Guy Pearce, Anthony LaPaglia, Sarah Snook, Kerry Fox e Geoffrey Rush. O Roteiro foi escrito por Tommy Murphy, que também adaptou o livro de memórias para a peça de teatro.

## Trama
Em 1993, Timothy Conigrave (Ryan Corr) está em Lipari, Itália, e liga em pânico para a sua amiga de infância Pepe Trevor (Sarah Snook), a perguntar onde é que o seu falecido parceiro John Caleo (Craig Stott) se tinha sentado num jantar que eles tiveram quando eram adolescentes. O tempo acaba antes que Pepe lhe possa contar a ele. Mais tarde, um concierge do hotel onde Tim está hospedado passa uma mensagem da Pepe para o Tim.
Em 1976, Tim e John são alunos do Xavier College em Melbourne, Austrália. Eles têm Geografia juntos. Tim apaixona-se por John e convida-o para ver a peça da escola de Romeu e Julieta, onde o Tim faz o papel de Paris, mas John não consegue ir. Tim convida John para um jantar com Pepe e alguns dos seus amigos da aula de teatro, e eles dão um beijo em volta da mesa. Mais tarde, Tim convida John para um encontro e ele aceita. Inicialmente, John não se sente confortável em fazer qualquer coisa sexual com Tim, que escreve uma carta para John se desculpando por enfiar a mão nas calças enquanto se beijavam depois da escola. A carta é interceptada pelo professor de Geografia, que avisa que todos os funcionários já sabem sobre o seu relacionamento e aconselha a terem cuidado. Durante uma pausa no estudo, Tim e John são apanhados a fazer sexo pelos seus amigos da escola. Todos eles mais tarde vão nadar nus. Quando Tim volta para casa, os seus pais, Dick (Guy Pearce) e Mary Gert (Kerry Fox), dizem que o pai de John, Bob (Anthony LaPaglia), encontrou a carta de Tim e ameaça uma ação judicial se Tim se recusar a manter a distância. Com raiva, Tim vai embora e vai de bicicleta até casa de John, onde ouve Bob contar a John que a sua mãe Lois (Camilla Ah Kin) marcará uma consulta com o seu filho para ver um psicólogo. Tim e John fogem juntos.
Em 1985, Tim entrevista um doente com HIV chamado Richard para uma peça que está a escrever. Mais tarde, Tim e John vão ao médico para fazer um teste de HIV. John obteve um resultado negativo, mas Tim obteve um resultado positivo. O médico (Mitchell Butel) então revela que houve um erro de arquivamento e que tanto Tim quanto John são, na verdade, positivos para HIV.
Em 1979, enquanto Tim e John são alunos da Monash University, eles fazem parte de um Clube de Ativismo pelos Direitos LGBT. Na casa de John, um dia, John diz a Tim "eu quero-te dentro de mim." Antes que eles possam consumar oficialmente o seu relacionamento, a família de John chega e os apanha a tentar escapar. John enfrenta o seu pai e os rapazes vão embora e se envolvem numa breve e bem humorada sessão de sexo anal. Tim começa a flertar com outros homens com quem ele e John passam o tempo, e começa a traí-lo quando ele não apoia o pedido de Tim de que experimentem fazer sexo com outras pessoas. Tim revela a John que ele colocou o seu nome em uma audição para o NIDA e pede que eles tenham uma separação experimental enquanto Tim estiver em Sydney. Tim volta a Melbourne e revela que foi aceito. Ele se muda para Sydney para o NIDA e tem as suas aulas sob a instrução do seu professor Barry (Geoffrey Rush), mas eles chocam durante um ensaio para A Streetcar Named Desire. Enquanto isso, Tim faz sexo com diferentes rapazes da sua turma e vai a uma sauna gay. Durante uma apresentação de Private Lives, Tim vê John na plateia e engana-se numa fala ("Eu quero você de volta, John"). Eles se reconciliam e retomam o seu relacionamento quando John decide se mudar para Sydney.
Em 1988, enquanto estava em Melbourne para o casamento de sua irmã, Tim é contactado pela Cruz Vermelha e é informado de que o sangue que ele doou em 1981 foi acumulado com sangue de outros doadores, foi dado a um paciente que desenvolveu SIDA, e que ele é o único doador a ser contatado que testou positivo para HIV. Apesar das advertências da sua mãe sobre arruinar o espírito do casamento, Tim, em lágrimas, expressa a sua tristeza pelo facto de ter infetado John.
Em 1991, o estado de saúde de John piorou e ele frequentemente está no hospital. Tim começa a notar que a sua própria saúde se está a deteriorar lentamente e um dia desmaia enquanto cuidava de John no hospital. Ele tem um episódio maníaco após a ocorrência de um inchaço no seu cérebro e um médico recomenda que ele seja internado. Bob visita-os para discutir o testamento de John e fica chateado porque todos os pertences de John irão para Tim quando ele morrer. Eles negociam e é revelado que Bob tem dito às pessoas que John tem cancro, e não SIDA. John está bem o suficiente para voltar para casa e ele e Tim fazem amor. Eles vão para casa em Melbourne para o Natal e John desmaia enquanto decorava a árvore de Natal. John é readmitido. Enquanto trocavam presentes de Natal, John confessa a Tim que estava perto da morte e foi tão fácil deixar-se ir, o que o deixou profundamente chateado.
Em 26 de janeiro de 1992, o padre Woods (Paul Goddard) aproxima-se de Tim enquanto está no hospital e diz que incluirá Tim durante o discurso no funeral e se referirá a ele como amigo de John, para não afastar ainda mais a família de John. Tim, com raiva, diz-lhe que eles estão juntos há 15 anos e que John é o seu marido e não amigo. John morre pouco depois e o funeral é realizado com alunos do Colégio Xavier.
O filme volta ao início, e Pepe telefona para o hotel de Tim. Vemos a nota anterior que diz "John estava ao seu lado". Durante as suas viagens pela Itália, Tim narra o capítulo final das suas memórias, que é a sua carta final a John. O filme conta ao público que Tim completou as suas memórias (Holding the Man) em outubro de 1994 e que sucumbiu à SIDA dez dias depois, aos 34 anos.
Numa cena pós-créditos, um excerto de uma entrevista do verdadeiro Tim Conigrave pouco antes de morrer é exibida, enquanto uma foto de John e Tim em adolescentes é mostrada.

## Elenco
- Ryan Corr como Timothy Conigrave
- Craig Stott como John Caleo
- Sarah Snook como Pepe Trevor
- Guy Pearce como Dick Conigrave
- Anthony LaPaglia como Bob Caleo
- Kerry Fox como Mary Gert Conigrave
- Camilla Ah Kin como Lois Caleo
- Tessa de Josselin como Anna Conigrave
- Tom Hobbs como Peter Craig
- PiaGrace Moon como Prue
- Caleb McClure como Nick Conigrave
- Geoffrey Rush como Barry
- Lee Cormie como Eric
- Kaarin Fairfax como ela mesma
- Paul Goddard como Padre Woods
- Jacob Collins-Levy como Andrew
- Tegan Higginbotham como Gina
- Gina Riley como como vendedora de pipocas (não creditada)

## Prêmios
| Prêmio                                        | Categoria                                                      | Assunto                         | Resultado |
| --------------------------------------------- | -------------------------------------------------------------- | ------------------------------- | --------- |
| Prêmios AACTA ( 5º )                          | Melhor Filme                                                   | Kylie Du Fresne                 | Indicado  |
| Prêmios AACTA ( 5º )                          | Melhor Direção                                                 | Neil Armfield                   | Indicado  |
| Prêmios AACTA ( 5º )                          | Melhor Roteiro Adaptado                                        | Tommy Murphy                    | Indicado  |
| Prêmios AACTA ( 5º )                          | Melhor Ator                                                    | Ryan Correia                    | Indicado  |
| Prêmios AACTA ( 5º )                          | Melhor Ator Coadjuvante                                        | Anthony La Paglia (em espanhol) | Indicado  |
| Prêmios AACTA ( 5º )                          | Melhor Edição                                                  | Dany Cooper                     | Indicado  |
| Prêmio ASE                                    | Melhor Edição em Longa-Metragem                                | Dany Cooper                     | Venceu    |
| Prêmios AFCA                                  | Melhor Filme                                                   | Kylie Du Fresne                 | Indicado  |
| Prêmios AFCA                                  | Melhor Diretor                                                 | Neil Armfield                   | Indicado  |
| Prêmios AFCA                                  | Melhor Roteiro                                                 | Tommy Murphy                    | Indicado  |
| Prêmios AFCA                                  | Melhor Ator                                                    | Ryan Correia                    | Venceu    |
| Prêmios AFCA                                  | Melhor Ator Coadjuvante                                        | Anthony La Paglia (em espanhol) | Indicado  |
| Prêmio ASSG                                   | Melhor som                                                     | Marca Cornish                   | Indicado  |
| Prêmio ASSG                                   | Melhor som                                                     | Nicole Lazaroth                 | Indicado  |
| Prêmio ASSG                                   | Melhor som                                                     | E Lustri                        | Indicado  |
| Prêmio AWGIE                                  | Melhor roteiro em longa-metragem — Adaptado                    | Tommy Murphy                    | Venceu    |
| Prêmios FCCA                                  | Melhor Filme                                                   | Kylie Du Fresne                 | Indicado  |
| Prêmios FCCA                                  | Melhor Diretor                                                 | Neil Armfield                   | Indicado  |
| Prêmios FCCA                                  | Melhor Roteiro/Roteiro                                         | Tommy Murphy                    | Venceu    |
| Prêmios FCCA                                  | Melhor Ator                                                    | Ryan Correia                    | Indicado  |
| Prêmios FCCA                                  | Melhor Ator Coadjuvante                                        | Anthony La Paglia (em espanhol) | Indicado  |
| Prêmios FCCA                                  | Melhor Editor                                                  | Dany Cooper                     | Indicado  |
| Prêmios FCCA                                  | Melhor Design de Produção                                      | Josephine Ford                  | Venceu    |
| Festival Internacional de Cinema de Melbourne | Prêmio Escolha do Público para Melhor Longa-Metragem Narrativa | Neil Armfield                   | 2º lugar  |
| Prêmio SPA                                    | Melhor Produção de Longa-Metragem                              | Kylie Du Fresne                 | Venceu    |

## Recepção
O filme recebeu críticas positivas, com destaque para a química entre Craig Stott e Ryan Corr. The Guardian Australia elogiou as duas "atuações memoráveis, tanto tenras quanto fortes, e é a química que o público vai lembrar mais vividamente", e The Conversation elogiou ambos os atores, observando a sua "química palpável que é fundamental para transmitir o vínculo profundo [Conigrave e Caleo] tiveram". No agregador de críticas online Rotten Tomatoes, o filme tem um 'fresco' com índice de aprovação de 81% e uma pontuação média de 6,9 em10 com base em 22 avaliações.